# Brigade du crime

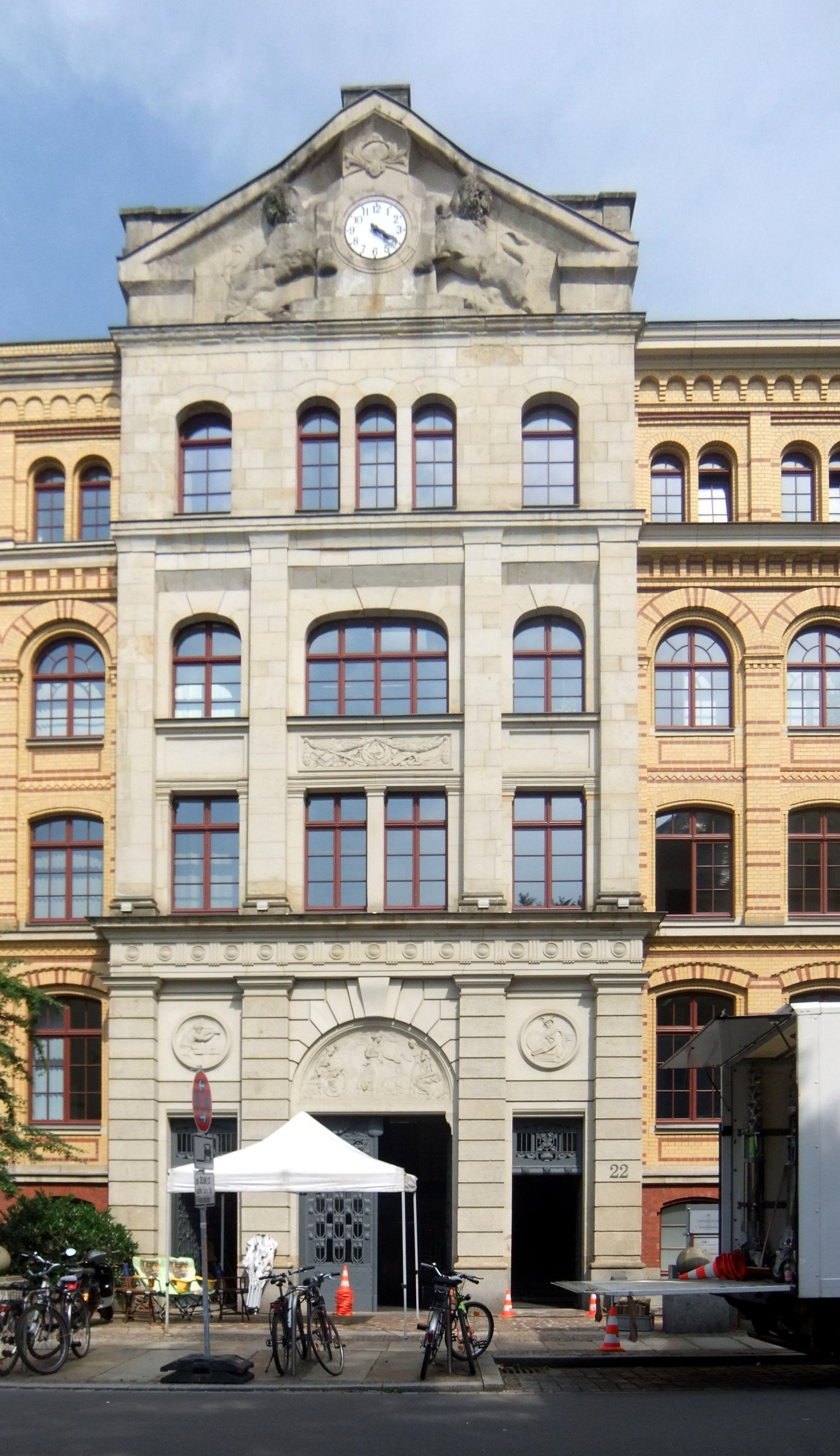
Du lieu principal

Brigade du crime (SOKO Leipzig) est une série télévisée policière allemande produite par UFA Fiction (de) et diffusée depuis le 31 janvier 2001 sur ZDF.
Il s'agit de la première dérivée de Soko brigade des stups (SOKO München, lancée en 1978 sous le titre de SOKO 5113. "SOKO" est une abréviation du mot allemand Sonderkommission, qui signifie « équipe spéciale d'enquête». Comme c'est le cas pour la série SOKO Köln, seules les six premières saisons sont doublées en français.
En France, elle est diffusée depuis le 3 août 2004 sur France 2, puis sur NT1 et RTL9, au Québec depuis le 8 janvier 2007 à Séries+, et en Belgique sur La Une, AB4 et AB3.

## Synopsis
Hajo Trautzschke est à la tête de la brigade du crime de Leipzig, une ville qu'il connaît parfaitement. Son expérience est d'une aide précieuse pour résoudre les affaires criminelles avec son équipe.
Dans la première saison, nous faisons connaissance de son équipe : le commissaire Jay Maybach, le commissaire Ina Zimmermann, le commissaire Miguel Alvarez (qui sera tué en mission), qui entourent le vétéran Hajo Trautzschke dans leur lutte contre la criminalité.

## Distribution

### Courant
| Acteur                        | Rôle-nom              | Fonction                     | Saisons | Année |
| Andreas Schmidt-Schaller (de) | Hajo Trautzschke      | commissaire principal        | 1-      | 2001- |
| Marco Girnth (de)             | Jan Maybach           | commissaire supérieur        | 1-      | 2001- |
| Melanie Marschke (de)         | Ina Zimmermann        | commissaire supérieur        | 1-      | 2001- |
| Steffen Schroeder (de)        | Tom Kowalski          | commissaire supérieur        | 11-     | 2012- |
| Nilam Farooq (de)             | Olivia Fareedi        | stagiaires                   | 12-     | 2013- |
| Daniel Steiner (de)           | Lorenz Rettig         | laboratoire                  | 11-     | 2012- |
| Anna Stieblich (de)           | Prof. Dr Sabine Rossi | médecin légiste              | 9-      | 2009- |
| Caroline Scholze (de)         | Leni Trautzschke      | fille du Hajo, épouse de Jan | 1-      | 2001- |
| Michael Rotschopf (de)        | Dr Alexander Binz     | procureur                    | 10-     | 2011- |
| Petra Kleinert (de)           | Dagmar Schnee         | commissaire principal        | 12-     | 2013- |

### Ancien
| Acteur                 | Rôle-nom            | Fonction             | Saisons   | Année                  |
| Gabriel Merz (de)      | Miguel Alvarez †    | commissaire          | 1-6       | 2001-2006              |
| Tyron Ricketts (de)    | Patrick Diego Grimm | commissaire          | 6-9       | 2006-2009              |
| Pablo Sprungala (de)   | Vincent Becker      | commissaire          | 9-11      | 2009-2012              |
| Anne Arzenbacher (de)  | Meike Schwarz       | inspecteur de police | 5,6,7,12  | 2005, 2006, 2007, 2012 |
| Silke Heise (de)       | Dr Sandra Schönfeld | médecin légiste      | 1-3       | 2001-2003              |
| Margrit Sartorius (de) | Dr Kathrin Conradi  | médecin légiste      | 3-9, 10   | 2003-2009, 2010        |
| Michael Brandner (de)  | Dr Manfred Woernle  | chef de police       | 10, 11-12 | 2010, 2011-2012        |